# Рыбаловское сельское поселение
Рыба́ловское се́льское поселе́ние — муниципальное образование (сельское поселение) в Томском районе Томской области, Россия. Административный центр — село Рыбалово. Население — 2253 чел. (по данным на 1 августа 2012 года).
Площадь поселения 423 км².

## Население
| 2002  | 2008  | 2009  | 2010  | 2011  | 2012  | 2013  | 2014  | 2015  |
| ----- | ----- | ----- | ----- | ----- | ----- | ----- | ----- | ----- |
| 2483  | ↘2388 | ↗2395 | ↘2280 | ↗2286 | ↘2253 | ↗2268 | ↘2266 | ↘2257 |
| 2016  | 2017  | 2018  | 2019  | 2020  | 2021  |       |       |       |
| ↗2264 | ↗2300 | ↘2289 | ↘2252 | ↘2228 | ↘2089 |       |       |       |

## Населённые пункты и власть
В состав поселения входят следующие населённые пункты:
| Населённый пункт    | Население (01.08.2012) |
| ------------------- | ---------------------- |
| с. Рыбалово         | 1737                   |
| д. Верхнее Сеченово | 168                    |
| д. Карбышево        | 203                    |
| д. Лаврово          | 127                    |
| д. Чернышёвка       | 18                     |

Глава поселения — Науменко Алексей Александрович. Председатель Совета — Кравец Флюра Мавлитовна.

## Экономика
Основу экономики Рыбаловского сельского поселения составляет производство сельскохозяйственной продукции. Крупнейшим предприятием поселения является СПК «Рыбалово». Также действуют два животноводческих комплекса, два колбасных цеха, Рыбаловский участок ЦЭС, АТС и др. предприятия.

## Социальная сфера
В поселении работают две школы (в Рыбалово и Лаврово), детский сад (в Рыбалово), а также «Рыбаловская детская художественная школа» и «ДЮСШ №2». В селе Рыбалово есть Дом культуры.
Медицина представлена четырьмя фельдшерско-акушерскими пунктами.